# Sons and Daughters (gruppo musicale)
I Sons and Daughters sono stati un gruppo musicale rock scozzese attivo dal 2001 al 2012.

## Formazione
- Adele Bethel - voce, chitarra, piano
- David Gow - batteria, percussioni
- Ailidh Lennon - basso, piano, mandolino
- Scott Paterson - voce, chitarra

## Discografia

### Album
- 2003 - Love the Cup (reissue 2004)
- 2005 - The Repulsion Box
- 2008 - This Gift
- 2011 - Mirror Mirror

### Singoli
- 2004 - Johnny Cash
- 2005 - Dance Me In
- 2005 - Taste the Last Girl
- 2007 - Gilt Complex
- 2008 - Darling/This Gift
- 2011 - Breaking Fun
- 2011 - Rose Red